# Discurso Zeitenwende

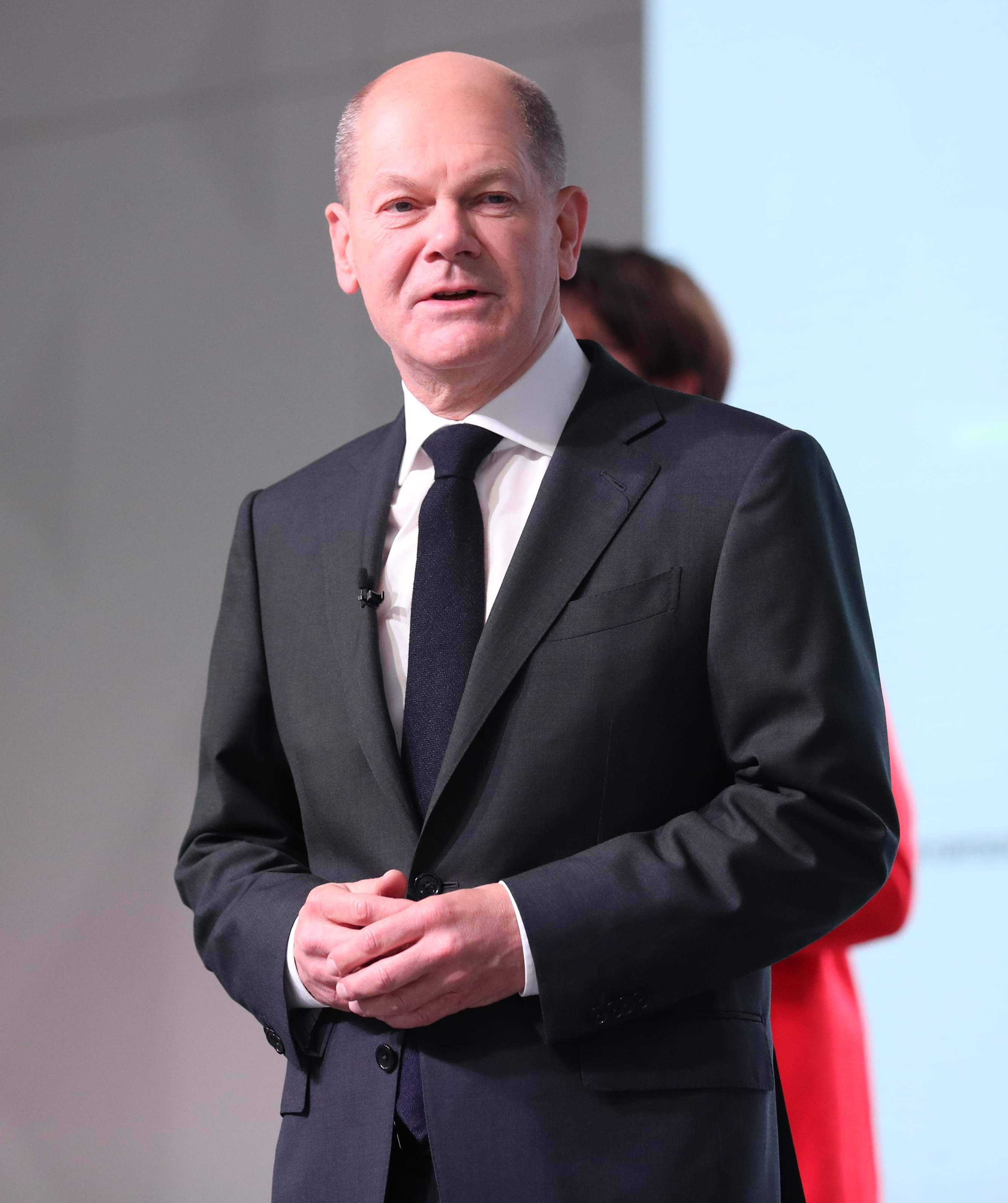
Olaf Scholz, fotografiado unos dos meses antes de pronunciar el discurso Zeitenwende.

El discurso Zeitenwende fue un discurso pronunciado ante el Bundestag por Olaf Scholz, canciller de Alemania, el 27 de febrero de 2022. Su discurso fue una reacción a la invasión rusa de Ucrania el 24 de febrero anterior. Scholz describió el ataque como un «punto de inflexión histórico» (en alemán: Zeitenwende, literalmente: cambio de tiempos, refiriéndose al cambio de una era a otra) y anunció que en respuesta su gobierno utilizaría un fondo de 100 mil millones de euros para aumentar significativamente el gasto militar, revirtiendo la política de defensa previamente cautelosa de Alemania.
El discurso de Scholz fue bien recibido por la mayoría de los políticos alemanes e internacionales, y fue respaldado por el líder de la oposición Friedrich Merz. Los periódicos elogiaron el contenido político del discurso y The Economist le atribuyó el mérito de haber facilitado la modificación de posiciones de larga data en la política y la sociedad. Patrick Wintour de The Guardian escribió que Scholz había anunciado una «corrección de rumbo de 180 grados».

## Antecedentes
En los primeros meses de 2022, Rusia acumuló una presencia militar de alrededor de 150 000 soldados cerca de la frontera con Ucrania, al tiempo que exigía el compromiso de la alianza militar occidental OTAN de que Ucrania no sería admitida como miembro. Los gobiernos occidentales rechazaron esta demanda y reaccionaron aumentando su asistencia militar a Ucrania. Alemania, cuyo gobierno estaba encabezado por el recientemente elegido canciller Olaf Scholz, fue criticada por adoptar un enfoque cauteloso ante la crisis. Las críticas se centraron en la negativa de Scholz a precisar si la certificación del Nord Stream 2, gasoducto financiado por la corporación energética rusa Gazprom, sería suspendida en caso de un ataque ruso a Ucrania. El 15 de febrero, Scholz se reunió con el presidente ruso Vladímir Putin para conversar en Moscú. Algunos comentaristas interpretaron la visita de Scholz como un signo de debilidad alemana hacia Rusia. El 22 de febrero, Scholz anunció que su gobierno impediría la certificación del oleoducto después de que Putin ordenara la entrada de tropas en el este de Ucrania.
El 24 de febrero de 2022, Rusia lanzó una invasión de Ucrania desde sus posiciones construidas en el sur de Rusia y Bielorrusia. La invasión fue descrita por Putin como una «operación militar especial» para ayudar a la República Popular de Donetsk y a la República Popular de Lugansk, dos territorios separatistas en la región ucraniana de Donbas que habían solicitado la ayuda de Rusia. Los líderes occidentales condenaron duramente el ataque.

## Discurso del 27 de febrero
El 27 de febrero, Scholz se dirigió al Bundestag, la cámara baja del parlamento alemán, para describir la reacción de su gobierno ante la invasión rusa de Ucrania. Anunció una reestructuración fundamental de la prudente política de defensa del país: Scholz prometió crear un fondo extraordinario de 100 mil millones de euros para invertir en la modernización de las fuerzas armadas alemanas, la Bundeswehr. También prometió que el gasto en defensa superaría el 2% del producto interno bruto (PIB), un requisito para ser miembro de la OTAN al que tradicionalmente se había opuesto el Partido Socialdemócrata de Alemania (SPD) de Scholz. Scholz justificó su alejamiento de la política de defensa establecida con la amenaza que supone Rusia para la paz en Europa. Calificó la nueva situación política en el continente como un «punto de inflexión histórico» en alemán: Zeitenwende, literalmente: giro de tiempos), diciendo:

Wir erleben eine Zeitenwende. Und das bedeutet: Die Welt danach ist nicht mehr dieselbe wie die Welt davor. Im Kern geht es um die Frage, ob Macht das Recht brechen darf, ob wir es Putin gestatten, die Uhren zurückzudrehen in die Zeit der Großmächte des 19. Jahrhunderts, oder ob wir die Kraft aufbringen, Kriegstreibern wie Putin Grenzen zu setzen. Das setzt eigene Stärke voraus.
Estamos viviendo un punto de inflexión. Y eso significa: el mundo de después ya no es el mismo que el de antes. En esencia, se trata de la cuestión de si el poder puede violar la ley, si permitimos que Putin retroceda el reloj hasta la época de las grandes potencias del siglo XIX, o si reunimos la fuerza para poner límites a belicistas como Putin. Eso requiere nuestra propia fuerza.

## Cambios de política y acciones
Además de los aumentos en las asignaciones presupuestarias alemanas para el gasto en defensa para lograr el objetivo del 2% del PIB mencionado en el discurso de Scholz, hasta septiembre de 2022, Alemania había enviado «30 tanques antiaéreos Gepard, 10 obuses Panzerhaubitze 2000 y tres lanzacohetes múltiples MARS, así como varias armas más ligeras», para apoyar a Ucrania. Sin embargo, el gobierno continuó retrasando el suministro de armas pesadas, resistiendo la presión de la oposición para que proporcionara tanques de batalla Leopard y vehículos de combate de infantería Marder de fabricación alemana. El 5 de enero de 2023, Scholz revirtió parcialmente esta política: emitió un comunicado de prensa conjunto con Joe Biden, presidente de los Estados Unidos, anunciando que sus países suministrarían a Ucrania vehículos de combate Marders y Bradley, respectivamente. Scholz también se comprometió a enviar un sistema de defensa aérea Patriot como reacción a los continuos ataques de Rusia a la infraestructura crítica de Ucrania.
Durante las primeras semanas de 2023, aumentó la presión sobre el gobierno alemán para que aprobara el suministro de tanques de batalla Leopard. Después de que Polonia declarara que presentaría una solicitud para exportar 14 tanques Leopard a Ucrania, el portavoz del gobierno anunció el 25 de enero que Alemania aceptaría las solicitudes de exportación de otros estados y que se enviarían a Ucrania 14 Leopard del inventario de las fuerzas armadas alemanas.

## Recepción

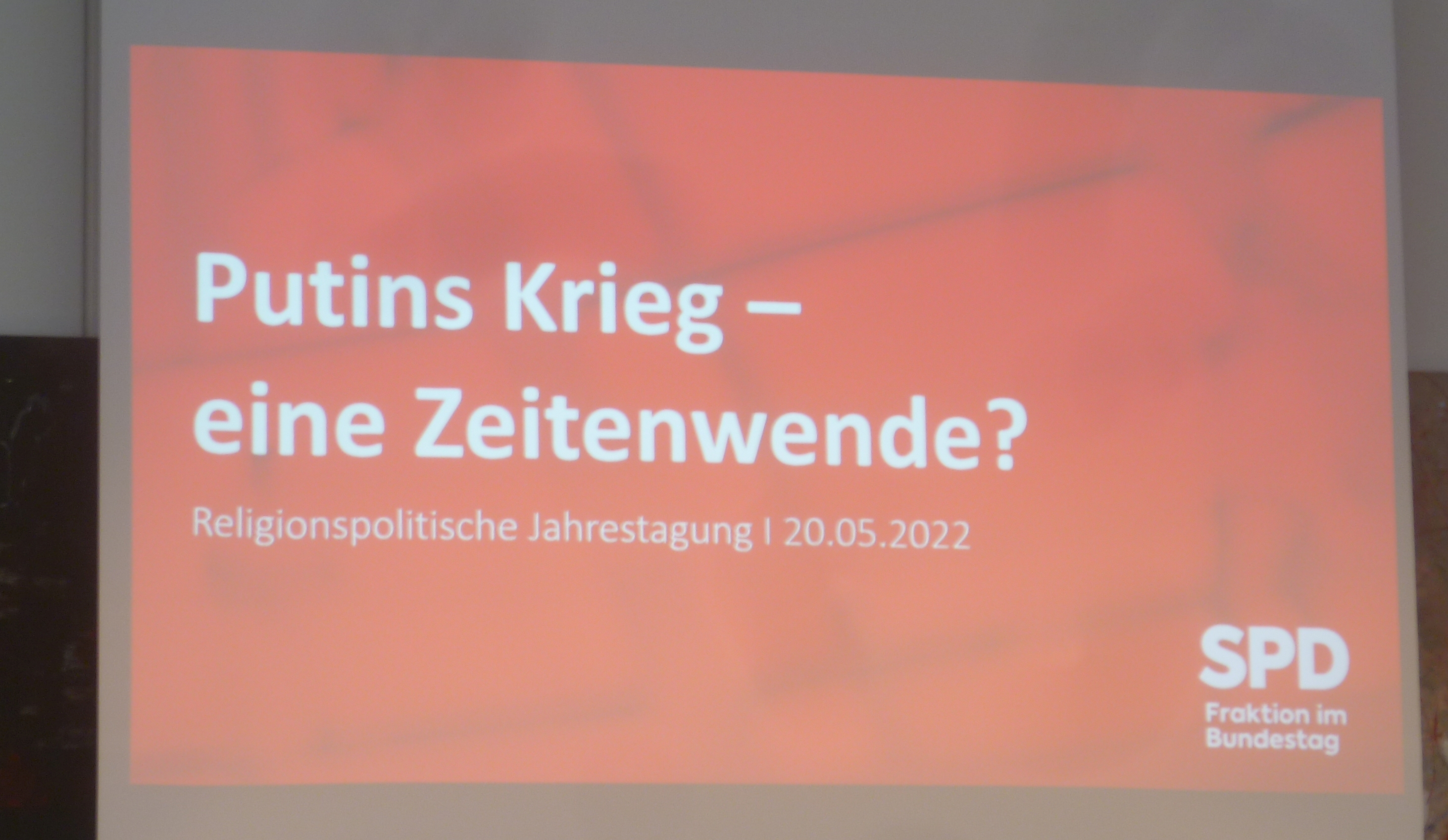
Diapositiva de una presentación en la conferencia del partido SPD de 2022 titulada 'La guerra de Putin: ¿un punto de inflexión histórico?'

El discurso fue recibido positivamente por la mayoría de los políticos alemanes e internacionales. El Bundestag aprobó una moción de condena contra el gobierno ruso con el apoyo de todos los partidos excepto La Izquierda y Alternativa para Alemania (AfD). Friedrich Merz, líder de la oposición Unión Demócrata Cristiana de Alemania (CDU), prometió apoyar la agenda de defensa de Scholz, mientras caracterizaba la actitud anterior del partido del canciller como prorrusa. Robert Habeck, Ministro de Asuntos Económicos, respaldó la nueva política y admitió errores en la evaluación anterior de Alemania sobre Rusia. Jens Stoltenberg, secretario general de la OTAN, elogió el nuevo compromiso de Alemania con la seguridad colectiva y describió las promesas de Scholz como «una importante inversión en seguridad y libertad para nuestras naciones». Según una encuesta, el 78% de los alemanes apoyó las políticas propuestas.
Aunque el partido compartía la condena de Scholz hacia Rusia, La Izquierda criticó el aumento propuesto del gasto militar. La presidenta del partido, Amira Mohamed Ali, acusó al canciller de participar en una carrera armamentista que resultaría perjudicial para la seguridad internacional. Alice Weidel, de AfD, contradijo a Scholz y afirmó que la OTAN había cometido un «error histórico» al «ofender a Rusia» al contemplar la posibilidad de una membresía de Ucrania. Mientras Scholz se resistía a la transferencia de armamento pesado a Ucrania, partes de la coalición gobernante comenzaron a desafiar al canciller en el parlamento.
En un artículo para The Guardian, Patrick Wintour describió las propuestas de Scholz como una «corrección de rumbo de 180 grados» y escribió que Alemania se había convertido «no sólo en una potencia económica sino también geopolítica» de la noche a la mañana. Sergey Lagodinsky, diputado al Parlamento Europeo, argumentó que, además de su mayor gasto militar, Alemania necesitaba aprender a utilizar la intervención militar como herramienta de política exterior. Consideró los estrechos vínculos energéticos del país con Rusia «uno de los mayores errores estratégicos de los últimos 20 años». En agosto de 2022, The Economist atribuyó al discurso Zeitenwende el mérito de haber facilitado la modificación de posiciones de larga data en la política y la sociedad. El periódico considera que Alemania tiene ahora el potencial de convertirse en un «país que se siente cómodo afirmándose con sus fuerzas armadas». También vinculó la nueva agenda de defensa de Scholz con una nueva política energética que podría hacer que Alemania se volviera menos dependiente del gas ruso, un escenario que describió como «uno de los mayores [potenciales] arrepentimientos de Vladímir Putin».
El término Zeitenwende se convirtió en un eslogan político tras el discurso, y fue elegida palabra alemana del año 2022.
Alrededor del primero aniversario del discurso, algunos han criticado la percepción de una brecha entre las palabras de Scholz y las acciones posteriores. El ministro presidente de Baviera, Markus Söder, criticó a Scholz afirmando que «todo el mundo habla de Zeitenwende, pero hasta ahora sólo hemos visto Zeitlupe [cámara lenta]». Matthew Karnitschnig de Politico comentó que «ha quedado claro que la mejor manera de describir el tan publicitado lema de Scholz es con un americanismo contundente: bullshit [tonterías]». Ante críticas similares de Fareed Zakaria de CNN, Scholz enfatizó que la ayuda de Alemania a Ucrania y el exitoso desacoplamiento de la dependencia energética rusa, al tiempo que afirmó que «está absolutamente claro que llegaremos al dos por ciento del PIB [en gasto militar]» y que comenzar con la producción de las necesidades militares necesarias lleva tiempo».

## Citas
1. ↑  Vock, 2022.
2. ↑  Riley y Horowitz, 2022.
3. ↑  Al Jazeera, 2022.
4. 1 2 3  Becker, 2022.
5. ↑  Harding, 2022.
6. ↑  Federal Government of Germany, 2022a.
7. ↑  Federal Government of Germany, 2022b.
8. 1 2  von der Burchard, 2022.
9. ↑  Richter, 2023.
10. ↑  Tagesschau, 2023.
11. 1 2 3  Deutsche Presse-Agentur, 2022.
12. 1 2 3  Wintour, 2022.
13. ↑  The Economist, 2022.
14. ↑  Alexander, 2022.
15. ↑  Der Spiegel, 2022.
16. ↑  Der Spiegel, 2023.
17. ↑  Karnitschnig, 2023.
18. ↑  Zakaria, 2023.